# Calathea sciuroides
Calathea sciuroides är en strimbladsväxtart som beskrevs av Otto Georg Petersen. Calathea sciuroides ingår i släktet Calathea och familjen strimbladsväxter. Inga underarter finns listade.